# 阿格达 (葡萄牙堂区)
阿格达是葡萄牙阿威罗区的一个堂区。总面积27.61平方公里，总人口11357人，人口密度411.3人/平方公里。